# Gérard de Rooy
Gérard de Rooy (Eindhoven, 21 giugno 1980) è un pilota di rally olandese, specializzato nei rally raid, figlio di Jan de Rooy, vincitore del Rally Dakar 1987 nella categoria camion, a sua volta vincitore del Rally Dakar nel 2012 e nel 2016, e tre volte terzo (2004, 2009 e 2019).

## Carriera
Nato nel 1980, è figlio di Jan de Rooy, storico pilota di camion che aveva preso parte a diverse edizioni del Rally Dakar nel corso degli anni '80, arrivando a vincere il rally nel 1987. Nel 1988, tuttavia, in seguito ad un incidente del suo camion di supporto, nel quale aveva perso la vita il meccanico Kees van Loevezijn, aveva scelto di ritirare la sua scuderia dal rally. Cresciuto con la passione per il rally africano, Gérard riesce comunque a convincere il padre a iscriversi nuovamente nel 2002, a 14 anni dall'incidente.
Proprio nel corso di questa edizione debutta come meccanico sul camion del padre, classificandosi al sesto posto di classe. Nel 2003 debutta come pilota alla guida di un DAF, mostrando subito ottime prestazioni e vincendo cinque tappe; è tuttavia costretto al ritiro nel corso della dodicesima tappa. Nel 2004 ottiene il suo primo podio nella competizione, classificandosi terzo dietro a due Kamaz ufficiali. Si iscrive nuovamente nel 2005, classificandosi quinto dietro al padre Jan e vincendo tre tappe.
Iscrittosi alla Dakar 2006, viene squalificato a causa di alcune irregolarità regolamentari che hanno riguardato il suo camion e diversi altri DAF che erano stati iscritti. In seguito a questo evento la sua scuderia ha scelto di vendere i suoi camion e acquistare dei GINAF per la stagione successiva. Nel 2007 debutta con il nuovo camion, ma si ritira nel corso del rally. Nel 2008, in seguito alla cancellazione della Dakar per motivi di sicurezza, si iscrive al Rally dell'Europa Centrale, ma è costretto a ritirarsi a causa di un problema meccanico. Nel 2009 si iscrive nuovamente alla Dakar, passata nel frattempo in America meridionale, ottenendo il suo secondo podio in carriera con il terzo posto di classe e tre tappe vinte.
Nel 2009 la sua scuderia ha firmato un accordo con la Iveco, passando così al costruttore italiano. Il 5 settembre 2009 debutta al Silk Way Rally con un Iveco Trakker, classificandosi secondo ma riportando un infortunio alla schiena che gli impedisce di partecipare alla Dakar 2010. Si iscrive nuovamente all'edizione 2011, ma è costretto al ritiro nel corso dell'edizione a causa dei problemi fisici derivati dall'anno precedente. Nel corso del 2011 si sottopone a una serie di allenamenti intensivi per essere pronto per l'edizione successiva. Contemporaneamente la sua scuderia costruisce un nuovo camion da corsa derivato dall'Iveco Powerstar. Per testare il nuovo veicolo partecipa al Rally del Marocco, classificandosi secondo. I numerosi test effettuati si rivelano molto utili, in quanto il pilota olandese ottiene la sua prima vittoria in carriera, mentre al secondo posto si classifica Hans Stacey, suo cugino e compagno di squadra.
Il 2 gennaio 2012 alla seconda tappa del Rally Dakar 2012 arriva la sua 15ª vittoria di tappa, dopo il ritiro alla 1ª tappa nel Rally Dakar 2011. Dakar che vince aggiudicandosi altre quattro tappe e portando così a 19 il suo bottino di successi parziali.

## Risultati

### Rally Dakar
| Anno | Classe | Scuderia                    | Vettura                     | Pos. | TV |
| ---- | ------ | --------------------------- | --------------------------- | ---- | -- |
| 2003 | Camion | Team Gauloises de Rooy      | DAF FAV 85CF 4x4            | Rit  | 5  |
| 2004 | Camion | Team Gauloises de Rooy      | DAF FAV 75CF 4x4            | 3º   | 1  |
| 2005 | Camion | Team Gauloises de Rooy      | DAF FAV 75CF 4x4            | 5º   | 3  |
| 2007 | Camion | Team Gauloises de Rooy      | GINAF X2222 4x4             | Rit  | 1  |
| 2009 | Camion | Team de Rooy                | GINAF X2223 4x4             | 3º   | 3  |
| 2011 | Camion | Petronas Team de Rooy Iveco | Iveco Trakker EVO II 4x4    | Rit  | 0  |
| 2012 | Camion | Petronas Team de Rooy Iveco | Iveco Powerstar Torpedo 4x4 | 1º   | 5  |
| 2013 | Camion | Petronas Team de Rooy Iveco | Iveco Powerstar Torpedo 4x4 | 4º   | 6  |
| 2014 | Camion | Petronas Team de Rooy Iveco | Iveco Powerstar Torpedo 4x4 | 2º   | 3  |
| 2015 | Camion | Petronas Team de Rooy Iveco | Iveco Powerstar Torpedo 4x4 | 9º   | 0  |
| 2016 | Camion | Petronas Team de Rooy Iveco | Iveco Powerstar Torpedo 4x4 | 1º   | 3  |
| 2017 | Camion | Petronas Team de Rooy Iveco | Iveco Powerstar Torpedo 4x4 | 3º   | 2  |
| 2019 | Camion | Petronas Team de Rooy Iveco | Iveco Powerstar Torpedo 4x4 | 3º   | 2  |

## Altri risultati
2009
- Silk Way Rally

2011
- Rally del Marocco

2012
- Rally del Marocco

2013
- Baja300 Mitteldeutschland

2014
- Rally del Marocco

2015
- Baja Aragón España